# Pool 8 bóng
Bi-a tám bóng (còn được gọi là 8 bi, tám bi, sọc trơn, hoặc hiếm khi là lớn nhỏ và cao thấp) là một bộ môn Pool thi đấu trên một bàn bi-a có sáu lỗ, sử dụng gậy cơ và mười sáu bóng bi-a (một bóng cái và mười lăm bóng mục tiêu). Các quả bóng bao gồm bảy quả bóng nhẵn được đánh số từ 1 đến 7, bảy quả bóng sọc được đánh số từ 9 đến 15 và quả bóng số 8 màu đen. Sau khi các quả bóng được phân tán bằng một cú đề pa, người chơi sẽ được chỉ định nhóm bóng trơn hoặc bóng sọc sau khi họ đã đưa bóng vào lỗ hợp lệ thuộc nhóm đó. Mục tiêu của trò chơi là đưa quả bóng số 8 vào lỗ "được gọi" một cách hợp lệ, việc này chỉ có thể được thực hiện sau khi tất cả các bóng từ nhóm được chỉ định của người chơi không còn trên bàn.
Đây là loại hình chơi bida được chơi thường xuyên nhất và thường được coi là đồng nghĩa với "pool". Trò chơi có nhiều biến thể, chủ yếu dựa theo khu vực. Đây là trò chơi bi-a chuyên nghiệp được chơi nhiều thứ hai sau pool 9 bóng và trong vài thập kỷ qua trước straight pool.

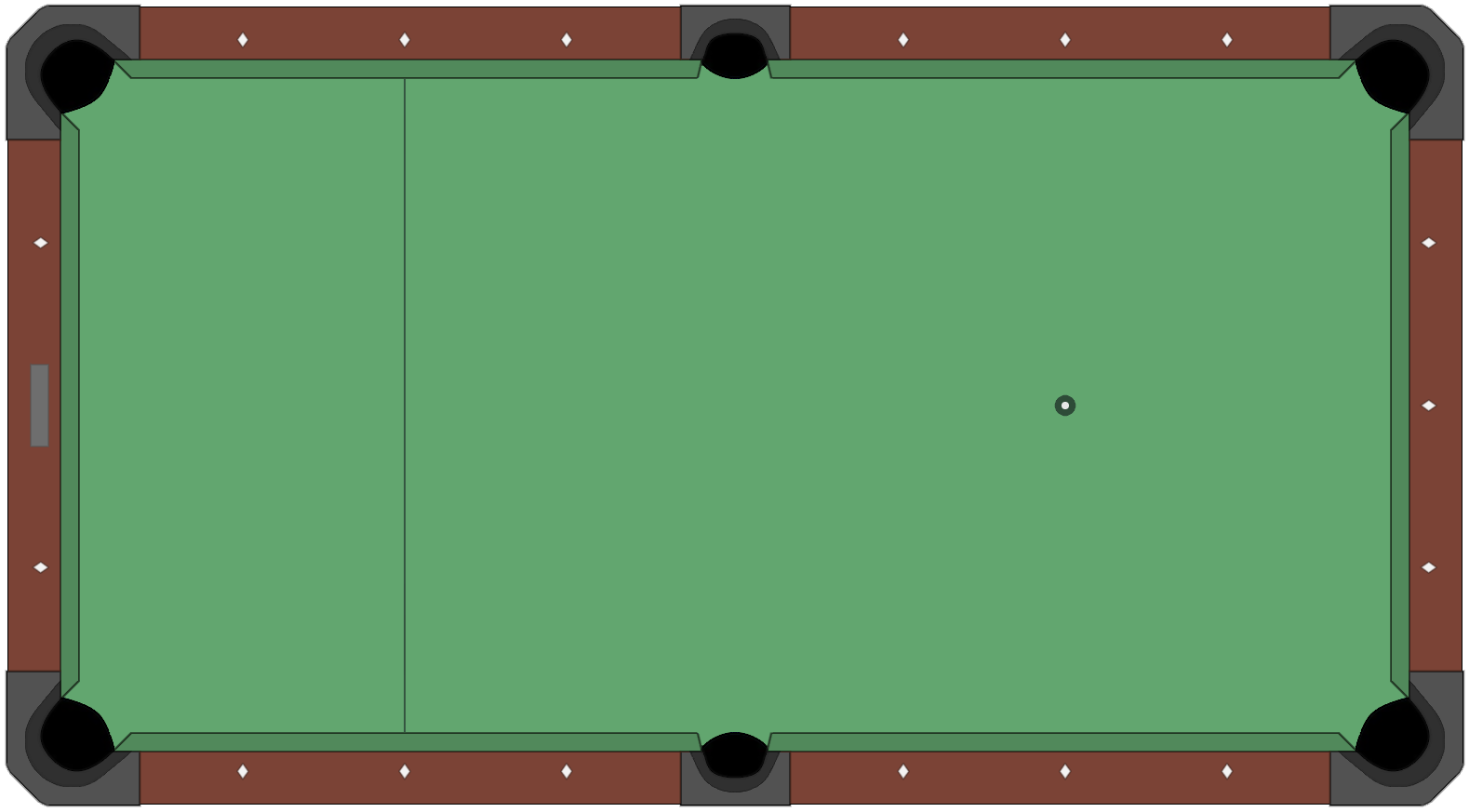
Sơ đồ của bàn bida kiểu Mỹ